# ماري دوفال
ماري دوفال (بالفرنسية: Marie Duval) هي فنانة قصص مصورة ورسامة كارتون وممثلة فرنسية، ولدت في 1847 في باريس في فرنسا، وتوفيت في 1890 في واندزوورث في المملكة المتحدة.

## وصلات خارجية
- الموقع الرسمي